# Ásine (Laconia)
Ásine (en griego, Ἀσίνη) es el nombre de una antigua ciudad griega de Laconia. 
Ásine es citada por Tucídides como una de las ciudades devastadas por los atenienses en el año 424 a. C. Por el contexto no parece que pueda tratarse de otra ciudad llamada también Ásine situada en Mesenia.
También es citada por Jenofonte en las Helénicas, donde fue la ciudad fue tomada por los arcadios hacia el año 367 a. C.
Estrabón la sitúa en la costa del golfo de Laconia, entre Psamatunte y Gitio.
Se ha sugerido que podría haber estado situada en el lugar donde está la actual población de Scoutari.